# Trochalopteron lineatum
El charlatán barrado (Trochalopteron lineatum) es una especie de ave paseriforme de la familia Leiothrichidae propia del Himalaya y sus estribaciones occidentales. Anteriormente se consideraba conespecífico del charlatán de Bután.

## Distribución y hábitat
El charlatán barrado se encuentra el Himalaya occidental y central, además de las montañas del Pamir, Karakórum e Hindú Kush; distribuido por Afganistán, el norte de la India, Nepal, Pakistán, el suroeste de China, Uzbekistán y Tayikistán.